# Pidhajci
Pidhajci (Ucraino: Підгайці; polacco: Podhajce) è un centro abitato dell'Ucraina, situato nell'oblast' di Ternopil'.